# Дикие орхидеи (фильм)
«Дикие орхидеи» (англ. Wild Orchids) — драма 1929 года режиссёра Сидни Франклина, в главных ролях Грета Гарбо, Льюис Стоун и Нильс Астер. Сценарий фильма основан на романе Джона Колтона.

## Сюжет
Красавица Лили Стерлинг (Грета Гарбо) встречает очаровательного Принца де Гейса (Нильс Астер), во время поездки со своим мужем (Льюис Стоун) на остров Ява. Лили и Принц влюбляются друг в друга. Однако, когда Джон начинает подозревать жену в измене, его ревность может иметь смертельные последствия.

## В ролях
- Грета Гарбо — Лили Стерлинг
- Льюис Стоун — Джон Стерлинг
- Нильс Астер — принц де Гейс

## Критика
Российский историк литературы и театра Сергей Бертенсон, работавший в 1920—1930-е годы в Голливуде, оставил в январе 1932 года в своём дневнике следующий отзыв: 
Я видел эту вещь года три назад. И тогда уже мне показалось глупо, а сейчас просто невыносимо смотреть подобный вздор. За эти прошедшие годы фильмы всё же ушли немного вперед в смысле уклона в сторону здравого смысла, логики и жизненной правды.